# Erich Topp
Erich Topp (Hannover, 1914. július 2. – Süßen, 2005. december 26.) a második világháború harmadik legsikeresebb német tengeralattjáró-parancsnoka volt. Pályafutása alatt 36 hajót, 197 460 regisztertonna hajóteret süllyesztett el.

## Háborús pályafutása
Topp Hannoverben született, a Német Haditengerészethez 1934 áprilisában csatlakozott. Először a KMS Karlsruhe könnyűcirkálón szolgált, majd 1937-ben a tengeralattjáró-flottához helyezték. Először az U-46-on szolgált, és négy harci bevetésen vett részt. 1940. június 5-én megkapta az U-57 parancsnoki posztját. A hajóval két bevetést teljesített, és hat hajót sikerült elsüllyesztenie. Az U-57 1940. szeptember 3-án elsüllyedt, miután ütközött a norvég Rona rombolóval.
Topp túlélte a találkozást, és az U-552 VII-C osztályú hajó parancsnoki posztját kapta meg 1940. december 4-én. Az U-552-vel főleg konvojokra vadászott az Atlanti-óceán északi részén. Tíz bevetése alatt 30 hajót süllyesztett el, jó párat pedig súlyosan megrongált. Egyik áldozata a USS Reuben James volt, az első amerikai hadihajó amely elsüllyedt a második világháború során.
1942 októberében a gotenhafeni székhelyű 27. Tengeralattjáró flottilla parancsnokává nevezték ki. Feladatai közé tartozott az új XXI osztályú tengeralattjárók szolgálatba állítása, ehhez a típushoz ő készítette el a bevetési típuskönyvet. Röviddel a háború vége előtt az U-2513 parancsnokságát vette át, amellyel 1945. május 8-án a norvégiai Hortenben megadta magát.

## Összegzés
| Hajója | Parancsnoki szolgálata                  | Őrjáratok száma | Őrjáratok hossza (nap) | Eltalált hajók száma | Eltalált hajók vízkiszorítása (brt) |
| ------ | --------------------------------------- | --------------- | ---------------------- | -------------------- | ----------------------------------- |
| U–57   | 1940. június 5. – 1940. szeptember 15.  | 2               | 44                     | 7                    | 42 268                              |
| U–552  | 1940. december 5. – 1942. szeptember 8. | 10              | 308                    | 23                   | 188 699                             |
| U–3010 | 1945. március 9. – 1945. április 26.    | 0               | 0                      | 0                    | 0                                   |
| U–2513 | 1945. április 27. – 1945. május 9.      | 0               | 0                      | 0                    | 0                                   |
|        | Összesen                                | 12              | 352                    | 30                   | 230 967                             |

## Elsüllyesztett és megrongált hajók
| Búvárhajó | Nap                  | Hajó               | Nemzetisége        | Vízkiszorítása (brt |
| --------- | -------------------- | ------------------ | ------------------ | ------------------- |
| U–57      | 1940. július 17.     | O. A. Brodin       | Svédország         | 1960                |
| U–57      | 1940. július 17.     | Manipur            | Egyesült Királyság | 8652                |
| U–57      | 1940. augusztus 3.   | Atos               | Svédország         | 2161                |
| U–57      | 1940. augusztus 24.  | Cumberland         | Egyesült Királyság | 10 939              |
| U–57      | 1940. augusztus 24.  | Havildar*          | Egyesült Királyság | 5407                |
| U–57      | 1940. augusztus 24.  | Saint Dunstan      | Egyesült Királyság | 5681                |
| U–57      | 1940. augusztus 25.  | Pecten             | Egyesült Királyság | 7468                |
| U–552     | 1941. március 1.     | Cadillac           | Egyesült Királyság | 12 062              |
| U–552     | 1941. március 10.    | Reykjaborg         | Izland             | 687                 |
| U–552     | 1941. április 27.    | Commander Horton   | Egyesült Királyság | 227                 |
| U–552     | 1941. április 27.    | Beacon Grange      | Egyesült Királyság | 10 119              |
| U–552     | 1941. április 28.    | Capulet*           | Egyesült Királyság | 8190                |
| U–552     | 1941. május 1.       | Nerissa            | Egyesült Királyság | 5583                |
| U–552     | 1941. június 10.     | Ainderby           | Egyesült Királyság | 4860                |
| U–552     | 1941. június 12.     | Chienese Prince    | Egyesült Királyság | 8593                |
| U–552     | 1941. június 18.     | Norfolk            | Egyesült Királyság | 10 948              |
| U–552     | 1941. augusztus 23.  | Spind              | Egyesült Királyság | 2129                |
| U–552     | 1941. szeptember 20. | T. J. Williams     | Norvégia           | 8212                |
| U–552     | 1941. szeptember 20. | Pink Star          | Panama             | 4150                |
| U–552     | 1941. szeptember 20. | Barbro             | Norvégia           | 6325                |
| U–552     | 1941. október 31.    | USS Reuben James** | Egyesült Államok   | 1190                |
| U–552     | 1942. január 15.     | Dayrose            | Egyesült Királyság | 4113                |
| U–552     | 1942. január 18.     | Frances Salman     | Egyesült Államok   | 2609                |
| U–552     | 1942. január 20.     | Maro               | Görögország        | 3838                |
| U–552     | 1942. március 3.     | Ocana              | Hollandia          | 6256                |
| U–552     | 1942. április 5.     | Dawid H. Atwater   | Egyesült Államok   | 2438                |
| U–552     | 1942. április 7.     | Byron D. Benson    | Egyesült Államok   | 7953                |
| U–552     | 1942. április 7.     | British Splendour  | Egyesült Királyság | 7138                |
| U–552     | 1942. április 7.     | Lancing            | Norvégia           | 7866                |
| U–552     | 1942. április 9.     | Atlas              | Egyesült Államok   | 7137                |
| U–552     | 1942. április 10.    | Tamaulipas         | Egyesült Államok   | 6943                |
| U–552     | 1942. június 15.     | Etrib              | Egyesült Királyság | 1943                |
| U–552     | 1942. június 15.     | Pelayo             | Egyesült Királyság | 1346                |
| U–552     | 1942. június 15.     | Slemdal            | Norvégia           | 7374                |
| U–552     | 1942. június 15.     | City of Oxford     | Egyesült Királyság | 2759                |
| U–552     | 1942. június 15.     | Thurso             | Egyesült Királyság | 2436                |
| U–552     | 1942. július 25.     | British Merit*     | Egyesült Királyság | 8093                |
| U–552     | 1942. július 25.     | Broompark          | Egyesült Királyság | 5136                |
| U–552     | 1942. augusztus 3.   | G. S. Walden*      | Egyesült Királyság | 10 627              |
| U–552     | 1942. augusztus 3.   | Lochkatrine        | Egyesült Királyság | 9419                |

* A csillaggal jelölt hajók nem süllyedtek el, csak megrongálódtak

** Hadihajó

## Élete a háború után
A háború után halászként, majd építészként dolgozott. 1958-ban újra csatlakozott az új német haditengerészethez. 1969-ben innen ment nyugdíjba, ellentengernagyi rendfokozatban. Nyugdíjazása után számos hajógyárnál látott el tanácsadói szerepet. A 2001-ben megjelent Silent Hunter II tengeralattjáró-szimulátor PC-játék elkészítésében is szerepet vállalt mint technikai-tanácsadó. 91 éves korában, 2005. december 26-án Süßen-ben érte a halál.